# 格林瑪麗站
格林瑪麗站位於马来西亚雪兰莪州莎亚南梳邦的轻快铁高架车站。本站属于格拉那再也（旧称布特拉轻快铁）延长线路，于2016年6月30日开通。而万达镇－巴生线也计划在2025年8月1日作为该线路第一阶段开放。

## 站名
格林瑪麗站在轻快铁车站冠名权计划下于2017年4月30日正式冠上「马来西亚信贷担保机构有限公司」商标，隨即把格林瑪麗站英文名字改為CGC－Glenmarie。国家基建公司（Prasanara）这样做的目的是通过标售轻快铁站的命名权以获得资金提升公共交通素质。其余目前仍参与此项计划的车站还包括孟沙站（人民银行）和吉隆坡中央车站（redONE）。值得注意的是，天空花园线（目前暂时停运）也拥有一个与本站同名的通勤铁路车站，只不过该站位于2.6公里外的HICOM－格林玛丽工业园和格林玛丽高尔夫球场之间，目前暂时作为该线的未来规划车站，无法和本站进行换乘。

## 车站概要

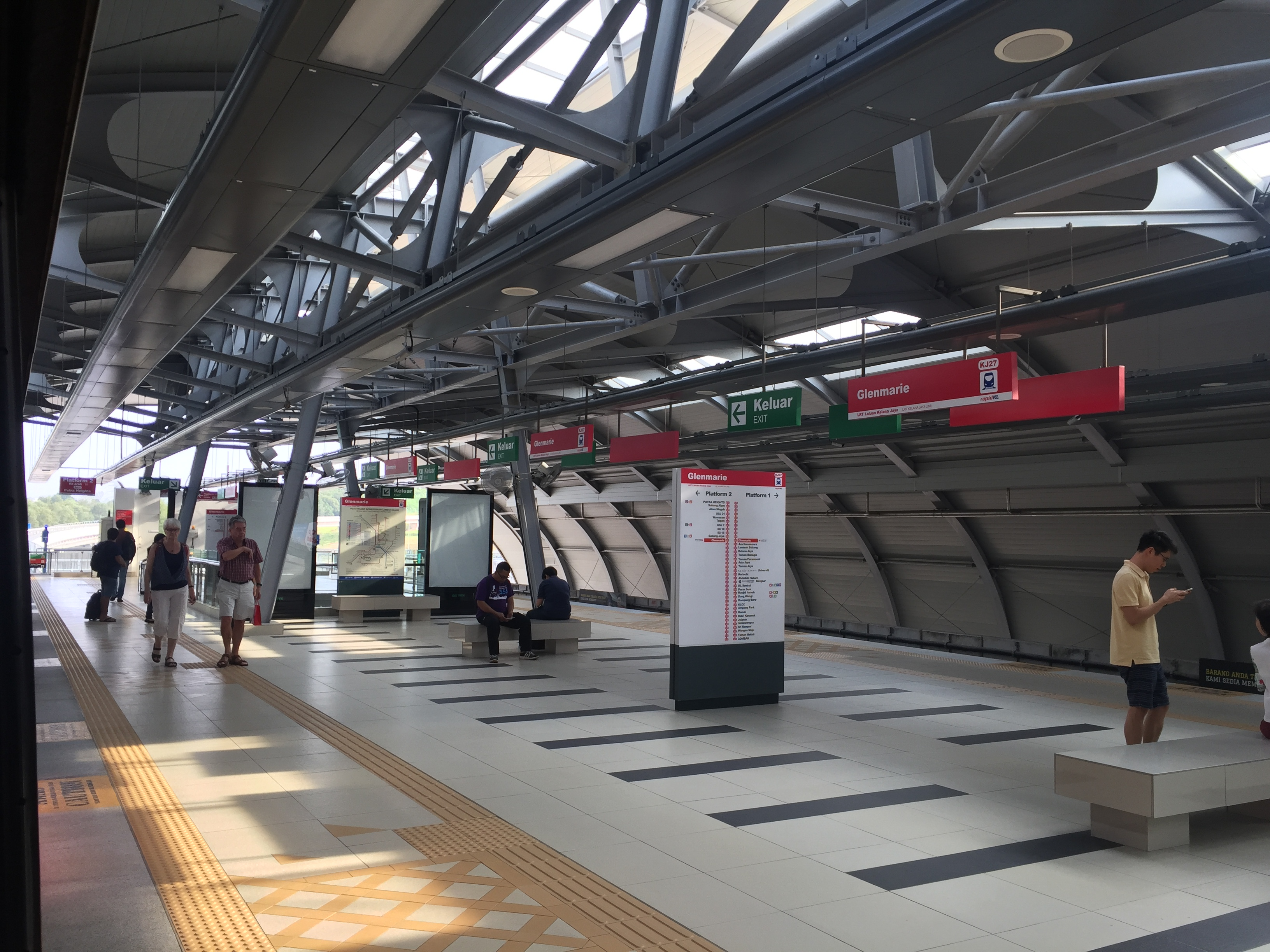
格林玛丽站的岛式站台

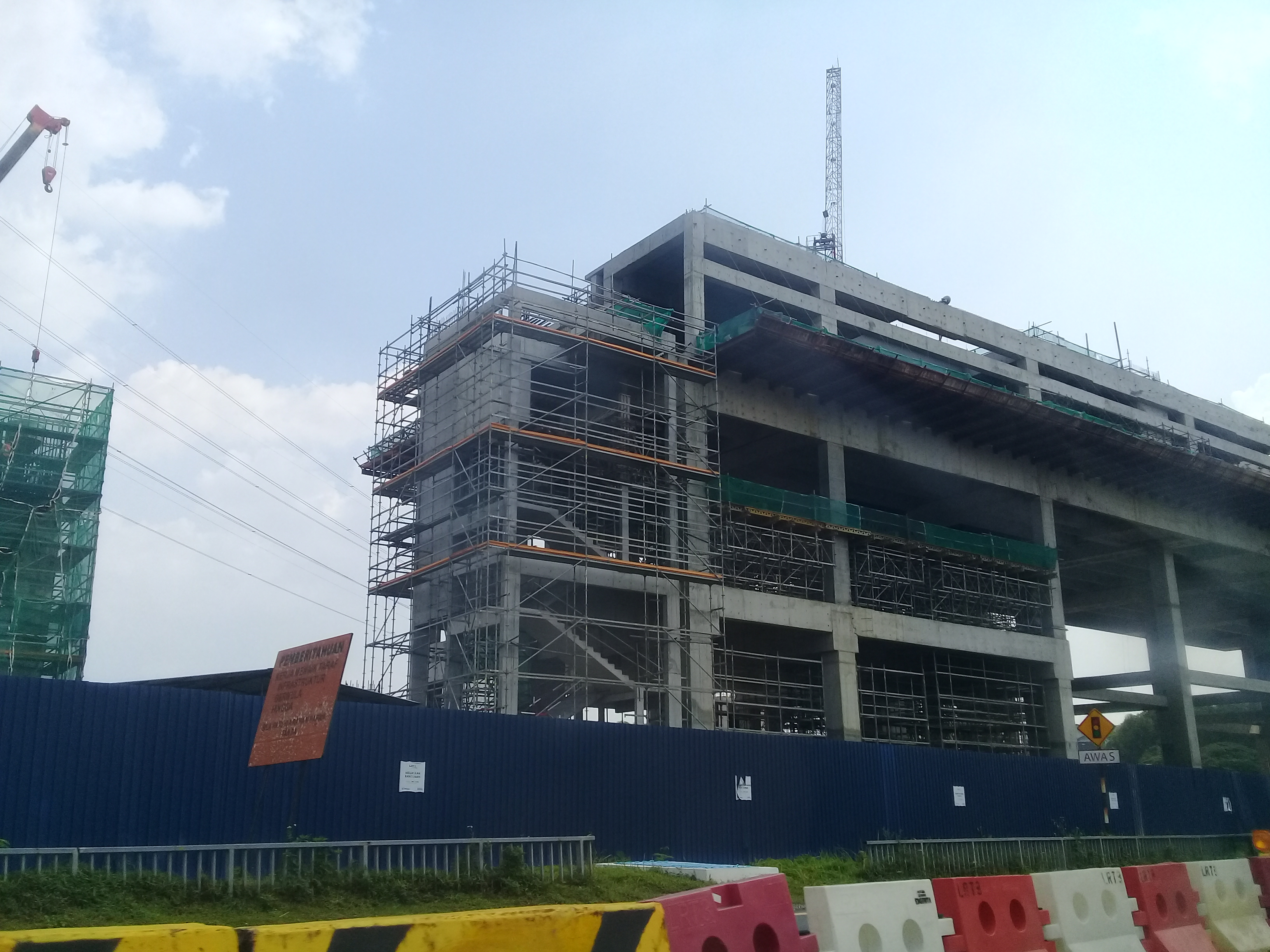
格林瑪麗站 (莎阿南线).

本站属于5 格拉那再也线延长线，于2016年6月30日开始运营。车站位于莎亚南U1区的梳邦机场高速公路上，并设有两个入口，分别位于道路两旁，其中一端向格拉那再也SS7区，本站也设有停车转乘和自行车停放设施。
车站大厅位于一楼，并设有连接设施。验票闸门、自动售票机和服务柜台皆位于此楼。站台层则位于二楼，为岛式结构。

## 车站周边
- 八打灵再也市政厅体育场
- 梳邦国家高尔夫球场（KGNS）